# マリーン・マシューズ
マリーン・マシューズ (Marlene Mathews、1934年2月14日 - )は、オーストラリアシドニー出身の女子陸上競技選手。1956年メルボルンオリンピックの銅メダリストである。

## 経歴
マシューズは、1956年に地元で開催されたメルボルンオリンピックにおいて、100m、200mに出場し、両種目とも同じオーストラリアのベティ・カスバートとドイツのクリスタ・シュトゥブニックに敗れ銅メダルとなった。
マシューズは1957年1月に400mで57.0秒の世界新記録を樹立。1958年には100ヤードで10秒3の世界新記録。その2日後には200ヤードで23秒4の世界新記録と距離の違いにも柔軟に対応した選手であった。